# DDR-Fußball-Bezirksliga 1960
Die DDR-Bezirksliga wurde mit der Saison 1960 zum 9. Mal ausgetragen und war die höchste Spielklasse eines Bezirks sowie die vierthöchste im Ligasystem auf dem Gebiet des DFV.
Der Spielbetrieb der 15 Bezirksligen wurde vom jeweiligen Bezirksfachausschuss (BFA) durchgeführt.
In dieser Saison wurden die Bezirksmeister in neun eingleisigen und sechs zweigleisigen Ligen ermittelt, die direkt in die übergeordnete II. DDR-Liga aufstiegen.
Den sofortigen Wiederaufstieg gelang den Betriebssportgemeinschaften (BSG) Motor Stralsund, Motor Eberswalde, Motor Schkeuditz, Chemie Riesa und der SG Dynamo Erfurt.
Die BSG Motor Eberswalde beendete zum fünften Mal als Sieger ihre Bezirksliga, was der BSG Motor Stralsund und der BSG Lokomotive Waren-Rethwisch zum dritten Mal gelang. Während acht Bezirksmeister zu ersten Titelehren kamen, feierten Motor Schkeuditz, Chemie Riesa, die BSG Motor West Karl-Marx-Stadt und Dynamo Erfurt jeweils ihre zweite Meisterschaft.

## Bezirksmeister
| Bezirk           | Mannschaft                     |
| ---------------- | ------------------------------ |
| Rostock          | BSG Motor Stralsund            |
| Schwerin         | BSG Lokomotive Wittenberge     |
| Neubrandenburg   | BSG Lokomotive Waren-Rethwisch |
| Potsdam          | SG Velten                      |
| Ost-Berlin       | BSG Motor Köpenick             |
| Frankfurt (Oder) | BSG Motor Eberswalde           |
| Magdeburg        | BSG Turbine Magdeburg          |
| Halle            | BSG Motor Ammendorf            |
| Leipzig          | BSG Motor Schkeuditz           |
| Cottbus          | BSG Aufbau Großräschen         |
| Dresden          | BSG Chemie Riesa               |
| Karl-Marx-Stadt  | BSG Motor West Karl-Marx-Stadt |
| Erfurt           | SG Dynamo Erfurt               |
| Gera             | BSG Chemie Schwarza            |
| Suhl             | BSG Lokomotive Meiningen       |